# Aleksandyr Stankow
Aleksandyr Stankow (ur. 3 września 1964) – bułgarski trener piłkarski. Dwukrotnie - w roku 2000 i w latach 2003−2004 – prowadził CSKA Sofia. Ponadto - krótko na początku sezonu 2001−2002 – był szkoleniowcem Czerno More Warna. Po zakończeniu pierwszej przygody z CSKA wyjechał do Niemiec, gdzie wkrótce potem ukończył słynną szkołę trenerską w Kolonii.
Od lipca 2006 do 2008 roku był selekcjonerem młodzieżowej reprezentacji Bułgarii.
W lipcu 2008 powrócił do CSKA, tym razem jako asystent Dimityra Penewa.